# Nowy Kadłubek
Nowy Kadłubek – wieś sołecka w Polsce położona w województwie mazowieckim, w powiecie białobrzeskim, w gminie Stara Błotnica.
W latach 1975–1998 miejscowość administracyjnie należała do województwa radomskiego.
Przeważająca większość ludności zajmuje się produkcją rolniczą, jest też kilka osób prowadzących działalność gospodarczą (naprawa pojazdów samochodowych, produkcja obuwia, usługi budowlane i księgowe).
Wierni kościoła rzymskokatolickiego należą do parafii św. Józefa w Starym Goździe.